# Тибуртий Римский
Тибурций   (погиб в 286 году) — святой мученик Римский. День памяти — 11 августа .
Согласно преданию, относящемуся к житию святого Севастьяна, святой Хроматий, префект Рима, приговорил к смерти нескольких христиан. Однако сам он оказался обращённым ко Господу попечением святого Транквиллина (St. Tranquillinus), отца свв. Марка и Маркеллиана и крещён св. Поликарпом.
Св. Тибурций был одним из сыновей св. Хроматия. Он также был крещён попечением св.Севастьяна, ставшего, согласно преданию, его воспреемником.
Во время гонений при императоре Диоклетиане св.Тибурций скрывался в доме своего отца. Выданный изменником, он был доставлен пред очи префекта Фабиана и был допрошен. Он исповедал свою веру, которая была подтверждена чудом: осенив себя крестным знамением, он прошёл босиком по раскалённым углям без страданий и ран. Но чудо было отнесено на счёт магии, и св. Тибурций был обезглавлен у третьего верстового столба на Лабиканской дороге. Место казни именуют  "у двух лавров" (ad duas lauros).
Тибурций упомянут в 23 эпиграмме папы Римского Дамасия I (366–384):
Tempore quo gladius secuit pia viscera matris,
egregius martyr contempto principe mundi
aetheris alta petit Christo comitante beatus:
hic tibi sanctus honor semper laudesque manebunt.
care deo, ut foveas Damasum precor, alme Tiburti.